# Thomas Arundel
Pour les articles homonymes, voir Thomas Arundel et Arundel.
Thomas Arundel (1353 - 19 février 1414), est archevêque de Cantorbéry en 1397 et à partir de 1399 jusqu'à sa mort. Il s'oppose violemment aux lollards.

## Biographie
Il est le troisième fils de Richard Fitzalan, 3e comte d'Arundel, par sa deuxième épouse, Éléonore, fille d'Henri Plantagenêt, comte de Lancastre.
Il devient évêque d'Ely en 1373, puis archevêque d'York en 1388. Il sert deux fois comme lord chancelier sous le règne de Richard II : de 1386 à 1389, puis de 1391 à 1396. Il devient archevêque de Cantorbéry en septembre 1396, mais est exilé moins d'un an plus tard par le roi. Il est restauré comme archevêque après la chute de Richard II, en 1399, et conserve son siège jusqu'à sa mort.